# Hinnites
Hinnites is een geslacht van tweekleppigen uit de familie van de Pectinidae (mantelschelpen).

## Soorten
- Hinnites corallinus Sowerby I, 1827
- Hinnites crispus (Brocchi, 1814) †